# Salpichroa ramosissima
Salpichroa ramosissima là loài thực vật có hoa trong họ Cà. Loài này được Miers miêu tả khoa học đầu tiên năm 1845.